# Labason
Labason es un municipio de Segunda Clase de la provincia en Zamboanga del Norte, Filipinas. De acuerdo con el censo del 2000, tiene una población de 33,528 en 6,702 hogares. 

## Barangays
Labason está políticamente subdividido en 20 barangays.
| - Antonino (Pob.) - Balas - Bobongan - Dansalan - Gabu - Gil Sánchez - Imelda - Immaculada - Kipit - La Unión | - Lapatan - Lawagan - Lawigan - Lopoc (Pob.) - Malintuboan - Nueva Salvación - Osukan - Patawag - San Isidro - Ubay |